# 奥韦霍
奥韦霍，是西班牙安达卢西亚自治区科尔多瓦省的一个市镇。总面积215平方公里，
2001年普查人口總數為1553人，人口密度為每平方公里7人。